# Liste der Baudenkmale in Ottersberg
In der Liste der Baudenkmale in Ottersberg sind alle Baudenkmale der niedersächsischen Gemeinde Ottersberg aufgelistet. Die Quelle der Baudenkmale ist der Denkmalatlas Niedersachsen. Der Stand der Liste ist der 21. November 2020.

## Allgemein
In den Spalten befinden sich folgende Informationen:
- Lage: die Adresse des Baudenkmales und die geographischen Koordinaten. Kartenansicht, um Koordinaten zu setzen. In der Kartenansicht sind Baudenkmale ohne Koordinaten mit einem roten Marker dargestellt und können in der Karte gesetzt werden. Baudenkmale ohne Bild sind mit einem blauen Marker gekennzeichnet, Baudenkmale mit Bild mit einem grünen Marker.
- Bezeichnung: Bezeichnung des Baudenkmales
- Beschreibung: die Beschreibung des Baudenkmales. Unter § 3 Abs. 2 NDSchG werden Einzeldenkmale und unter § 3 Abs. 3 NDSchG Gruppen baulicher Anlagen und deren Bestandteile ausgewiesen.
- ID: die Objekt-ID des Baudenkmales
- Bild: ein Bild des Baudenkmales, ggf. zusätzlich mit einem Link zu weiteren Fotos des Baudenkmals im Medienarchiv Wikimedia Commons. Wenn man auf das Kamerasymbol klickt, können Fotos zu Baudenkmalen aus dieser Liste hochgeladen werden:

## Ottersberg

### Gruppe „Amtshof Ottersberg“
Die Gruppe „Amtshof Ottersberg“ hat die ID 34306141. Auf der früheren altsächsischen Wallburg wurde wohl 1190 die Burg Boberge errichtet. Im 13. Jahrhundert wurde sie Ottersberg genannt. Die Burg wurde mehrfach belagert und zerstört (u. a. 1585). Die Wasserburg wurde im 17. Jahrhundert zum Schloss umgebaut. Der Treppenturm wird auf 1619 datiert. Gräfte usw. sind erhalten.

| Lage                              | Bezeichnung        | Beschreibung | ID       | Bild           |
| --------------------------------- | ------------------ | --- | -------- | -------------- |
| Amtshof 53° 6′ 19″ N, 9° 8′ 20″ O | Schloss Ottersberg | Seit 1719 als Amtshof eingerichtete unregelmäßige zweiflügelige Anlage. Die Portale tragen die Jahreszahl 1585. Erhebliche Umgestaltung Anfang des 17. Jahrhunderts durch Erzbischof Johann Friedrich von Schleswig-Holstein-Gottorf. | 34318335 | Weitere Bilder |
| Amtshof 53° 6′ 20″ N, 9° 8′ 14″ O | Freifläche         | Vermutlich Ende des 16. Jahrhunderts gestaltete Festungsanlage mit vier Bastionen nach altitalienischer Manier und davorliegendem Wassergraben, der aus der Wümme gespeist wird. Die Zufahrt ist mit einer Lindenallee gestaltet.     | 51326852 | BW             |

### Gruppe „Bahnhof Ottersberg“
Die Gruppe „Bahnhof Ottersberg“ hat die ID 34306158. Ab 1875 errichteter Bahnhof mit Empfangs- und Nebengebäuden.

| Lage                                    | Bezeichnung     | Beschreibung | ID       | Bild           |
| --------------------------------------- | --------------- | --- | -------- | -------------- |
| Am Bahnhof 2 53° 5′ 49″ N, 9° 8′ 0″ O   | Empfangsgebäude | 1876 errichteter zweigeschossiger Backsteinbau mit einer reichen Profilziegelgliederung unter einem flach geneigten auskragenden Satteldach. | 34318360 | Weitere Bilder |
| Am Bahnhof 2A 53° 5′ 49″ N, 9° 7′ 57″ O | Nebengebäude    | Um 1875 errichteter zweigeschossiger Backsteinbau mit eingeschossigen Anbauten unter einem flach geneigten auskragenden Satteldach.          | 34318366 | Weitere Bilder |

### Einzeldenkmale
| Lage                                      | Bezeichnung              | Beschreibung | ID       | Bild           |
| ----------------------------------------- | ------------------------ | --- | -------- | -------------- |
| Eckstever 53° 7′ 21″ N, 9° 10′ 5″ O       | Pflasterstraße           | Gewundener Straßenverlauf des Dorfes mit alter Pflasterung | 34318583 | BW             |
| Eckstever 7 53° 7′ 22″ N, 9° 10′ 13″ O    | Scheune                  | Auf 1797 datiertes Fachwerkgebäude mit Querdurchfahrt | 34317328 | BW             |
| L168 53° 6′ 24″ N, 9° 8′ 25″ O            | Brücke                   | 1953 errichtete Stahlbetonbrücke mit Klinkerverblendung über den Nordarm der Wümme nahe dem Amtshof. Früher Straßenverlauf der Bundesstraße 75, heute: Landesstraße 168. | 34316968 | BW             |
| Große Straße 17 53° 6′ 30″ N, 9° 8′ 32″ O | Wohnhaus                 | Um 1890 errichtetes ein- bis zweigeschossiges Ziegelgebäude mit Gliederungen aus Stuck und Putz.                                                                         | 34317250 | BW             |
| Grüne Straße 53° 6′ 38″ N, 9° 8′ 36″ O    | Kapelle                  | Die Kapelle (evangelisch-lutherische Christophorus-Kirche) wurde 1666 bis 1669 errichtet und bekam 1842 einen Westturm.                                                  | 34317169 | Weitere Bilder |
| Grüne Straße 2 53° 6′ 31″ N, 9° 8′ 35″ O  | Wohn-/Wirtschaftsgebäude | In der ersten Hälfte des 19. Jahrhunderts errichtetes Fachwerkhaus für einen Handwerker.                                                                                 | 34318438 | BW             |
| Grüne Straße 9 53° 6′ 35″ N, 9° 8′ 34″ O  | Wohnhaus                 | 1860 errichtetes, zweigeschossiges verputztes Bauwerk mit Stuckgliederungen und Rundbögen.                                                                               | 34317275 | BW             |
| Grüne Straße 24 53° 6′ 40″ N, 9° 8′ 31″ O | Villa                    | Das heutige Rathaus des Flecken Ottersberg wurde um 1875 als zweigeschossige verputzte Villa im Stil des Spätklassizismus errichtet.                                     | 34317301 | Weitere Bilder |
| Lange Straße 9 53° 6′ 41″ N, 9° 8′ 13″ O  | Wohn-/Wirtschaftsgebäude | 1829 errichtetes Vierständer-Hallenhaus. | 34317225 | BW             |
| Lange Straße 11 53° 6′ 42″ N, 9° 8′ 10″ O | Wohnhaus                 | Ehemaliges Rektorenhaus. Aus dem Verzeichnis gestrichen. | 37004550 | BW             |
| Lange Straße 16 53° 6′ 42″ N, 9° 8′ 14″ O | Wohn-/Wirtschaftsgebäude | 1808 errichtetes Vierständer-Hallenhaus | 34317200 | BW             |
| Lange Straße 39 53° 6′ 44″ N, 9° 7′ 57″ O | Wohnhaus                 | Das verklinkerte Wohnhaus steht unter einem Satteldach. | 34318519 | BW             |
| Lange Straße 41 53° 6′ 44″ N, 9° 7′ 56″ O | Wohn-/Wirtschaftsgebäude | Das 1800 errichtete Zweiständer-Hallenhaus steht unter einem Satteldach.                                                                                                 | 34318413 | BW             |

## Fischerhude

### Gruppe „Körbers Gasthof“
Die Gruppe „Körbers Gasthof“ ist eine Hofanlage aus dem 18./19. Jahrhundert mit der ID 34306073. Die Hofeinfahrt ist gepflastert und wird von einem alten Baumbestand eingerahmt.

| Lage                                       | Bezeichnung              | Beschreibung                                           | ID       | Bild |
| ------------------------------------------ | ------------------------ | ------------------------------------------------------ | -------- | ---- |
| Im Krummen Ort 1 53° 6′ 55″ N, 9° 3′ 32″ O | Wohn-/Wirtschaftsgebäude | 1889 errichteter, einem Hallenhaus ähnlicher Ziegelbau | 34317501 |      |
| Im Krummen Ort 1 53° 6′ 54″ N, 9° 3′ 31″ O | Scheune                  | 1755 errichtete Fachwerkscheune mit Querdurchfahrt.    | 34317527 |      |
| Im Krummen Ort 1 53° 6′ 55″ N, 9° 3′ 30″ O | Stall                    | 1868 errichtetes Fachwerkgebäude                       | 34317553 | BW   |

### Gruppe „Heimathaus Irmintraut“
Die Gruppe „Heimathaus Irmintraut“ mit der ID 34306228 ist eine 1938 angelegte Anlage, die einem niederdeutschen Hof entsprechen soll.

| Lage                                    | Bezeichnung              | Beschreibung | ID       | Bild |
| --------------------------------------- | ------------------------ | --- | -------- | ---- |
| Kirchstraße 2 53° 6′ 58″ N, 9° 3′ 29″ O | Wohn-/Wirtschaftsgebäude | Nach der Inschrift 1768 errichtetes Zweiständerhaus mit Backsteinausfachungen unter einem Halbwalmdach in Reetdeckung. Die Bleiverglasung mit Kabinettscheiben trägt 1785 als Jahreszahl. Um 1900 wurde das Kammerfachs in Backstein unter Verwendung von Rundbogenfenstern verlängert. Heute Heimatmuseum. | 34317957 |      |
| Kirchstraße 2 53° 6′ 59″ N, 9° 3′ 30″ O | Speicher                 | 1938 hierher translozierte Scheune mit Quereinfahrt und unterschiedlichen Ausfachungen unter einem Halbwalmdach mit Reet. Ursprünglich nach der Inschrift 1747 errichtet. Umbauten von 1801 und 1849. | 34317983 |      |
| Kirchstraße 2 53° 6′ 57″ N, 9° 3′ 31″ O | Schafstall               | Im 18. Jahrhundert errichteter Schafstall als Fachwerkgebäude mit Krummsparren unter einem Walmdach mit Reet, der hierher transloziert wurde. | 34318008 | BW   |
| Kirchstraße 2 53° 6′ 58″ N, 9° 3′ 31″ O | Speicher                 | Ende des 18. Jahrhunderts errichteter eingeschossiger Speicher als Fachwerkgebäude mit Backofen unter einem Satteldach. | 34318034 |      |

### Gruppe „Historischer Dorfbereich“
Die Gruppe „Historischer Dorfbereich“ ist eine locker bebaute Gegend mit zwei Hofanlagen aus der ersten Hälfte des 19. Jahrhunderts mit der ID 34306107.

| Lage                                        | Bezeichnung              | Beschreibung | ID       | Bild |
| ------------------------------------------- | ------------------------ | --- | -------- | ---- |
| Im Krummen Ort 9 53° 6′ 52″ N, 9° 3′ 30″ O  | Wohn-/Wirtschaftsgebäude | Um 1900 errichteter Ziegelbau mit Putzgliederungen. | 34317859 |      |
| Im Krummen Ort 15 53° 6′ 51″ N, 9° 3′ 26″ O | Wohn-/Wirtschaftsgebäude | 1842 (Innengerüst aus dem 17. Jahrhundert) errichteter Massivbau mit Kieselflett (von 1851) | 34317752 | BW   |
| Im Krummen Ort 15 53° 6′ 50″ N, 9° 3′ 25″ O | Scheune                  | 1737 errichteter Fachwerkbau | 34317778 | BW   |
| Im Krummen Ort 15 53° 6′ 52″ N, 9° 3′ 26″ O | Scheune                  | Nach der Inschrift 1748 errichteter eingeschossiger Fachwerkbau sowohl mit geschlämmter Lehmstackung als auch mit Backsteinausfachungen mit vertikal verbrettertem Giebeldreieck unter einem Satteldach. | 34317804 | BW   |
| Im Krummen Ort 15 53° 6′ 50″ N, 9° 3′ 27″ O | Backhaus                 | 1741 errichtetes Back- bzw. Waschhaus | 34317832 | BW   |

### Gruppe „Historischer Ortsbereich“
Die Gruppe „Historischer Ortsbereich“ ist eine locker bebaute Gruppe von Wohn-/Wirtschaftsgebäuden aus der ersten Hälfte des 19. Jahrhunderts mit der ID 34306090.

| Lage                                        | Bezeichnung              | Beschreibung | ID       | Bild |
| ------------------------------------------- | ------------------------ | --- | -------- | ---- |
| Zum Dieker Ort 18 53° 6′ 54″ N, 9° 3′ 34″ O | Wohn-/Wirtschaftsgebäude | 1813 errichtetes großes Zweiständer-Hallenhaus mit erneuerten Traufen                                                                                     | 34317629 | BW   |
| Zum Dieker Ort 20 53° 6′ 53″ N, 9° 3′ 36″ O | Wohn-/Wirtschaftsgebäude | 1815 errichtetes Vierständer-Hallenhaus, das 1957 nach einem Brand wieder aufgebaut wurde. 2014 wurde der Abbruch genehmigt. Das Gebäude wurde beseitigt. | 34317604 | BW   |
| Zum Dieker Ort 22 53° 6′ 52″ N, 9° 3′ 37″ O | Wassermühle              | Auf 1809 datiertes zweigeschossiges Mühlgebäude in Fachwerk auf einem Bruch- und Feldsteinsockel und unter einem Satteldach.                              | 34317578 |      |
| Zum Dieker Ort 25 53° 6′ 55″ N, 9° 3′ 36″ O | Scheune                  | Langgezogene und quererschlossene Fachwerkscheune aus der Zeit um 1800. Gehörte früher zur Adresse Zum Dieker Ort 18.                                     | 34317655 | BW   |

### Gruppe „Ortskern Fischerhude“
Die Gruppe „Ortskern Fischerhude“ hat die ID 34306124.

| Lage                                       | Bezeichnung              | Beschreibung | ID       | Bild           |
| ------------------------------------------ | ------------------------ | --- | -------- | -------------- |
| Im Krummen Ort 53° 6′ 55″ N, 9° 3′ 31″ O   | Straßenpflaster          | Kleinteiliges Straßenpflaster | 34318311 | BW             |
| Kirchstraße 4 53° 6′ 59″ N, 9° 3′ 28″ O    | Wohnhaus                 | Gegen Ende des 19. Jahrhunderts errichteter Ziegelbau unter einem Satteldach.                                                                                                  | 34318087 | BW             |
| Kirchstraße 5 53° 6′ 59″ N, 9° 3′ 27″ O    | Wohn-/Wirtschaftsgebäude | 1899 erbautes, verputztes hallenhausähnliches Gebäude mit Putzgliederungen | 34318060 | BW             |
| Kirchstraße 6 53° 7′ 0″ N, 9° 3′ 30″ O     | Kirche                   | Die Liebfrauenkirche Fischerhude ist ein 1840 bis 1841 errichteter verputzter Saalbau unter einem Satteldach. Der Westturm in Backstein befindet sich unter einem Pyramiddach. | 34317907 | Weitere Bilder |
| Kirchstraße 6 53° 6′ 59″ N, 9° 3′ 30″ O    | Kirchhof                 | Der Kirchhof mit Grabsteinen ist mit einer Backsteinmauer eingefriedet. Barocke Grabsteine wurden vom Wilstedter Friedhof transloziert und als Pfosten eingesetzt.             | 34317933 |                |
| Kirchstraße 6 53° 6′ 59″ N, 9° 3′ 30″ O    | Nebengebäude             | Fachwerkgebäude, 2019 aus dem Denkmalverzeichnis gestrichen | 47378588 | BW             |
| Kirchstraße 8 53° 7′ 1″ N, 9° 3′ 29″ O     | Wohn-/Wirtschaftsgebäude | Im 18. Jahrhundert errichtetes Zweiständer-Hallenhaus, 2008 aus dem Denkmalverzeichnis gestrichen                                                                              | 34318112 | BW             |
| Zum Dieker Ort 53° 6′ 58″ N, 9° 3′ 33″ O   | Freifläche               | Historische Dorfwiese mit altem Baumbestand. | 34318237 | BW             |
| Zum Dieker Ort 53° 7′ 4″ N, 9° 3′ 28″ O    | Freifläche               | Sog. Dorfaue mit altem Baumbestand. | 34318262 | BW             |
| Zum Dieker Ort 53° 7′ 0″ N, 9° 3′ 33″ O    | Straßenpflaster          | Kleinteiliges Straßenpflaster | 34318287 | BW             |
| Zum Dieker Ort 2 53° 7′ 2″ N, 9° 3′ 30″ O  | Wohn-/Wirtschaftsgebäude | Auf 1853 datiertes Vierständer-Hallenhaus | 34318137 | BW             |
| Zum Dieker Ort 4 53° 7′ 1″ N, 9° 3′ 31″ O  | Wohn-/Wirtschaftsgebäude | Aus dem Denkmalverzeichnis gestrichen | 34318188 | BW             |
| Zum Dieker Ort 9a 53° 7′ 2″ N, 9° 3′ 32″ O | Wohn-/Wirtschaftsgebäude | Auf 1857 datiertes Zweiständer-Hallenhaus, nach einem Brand 2011 aus dem Denkmalverzeichnis gestrichen                                                                         | 34318163 | BW             |
| Zum Dieker Ort 13 53° 7′ 1″ N, 9° 3′ 32″ O | Gasthaus                 | Sog. Haus Berkelmann: Traufständiger und eingeschossiger Putzbau mit zweigeschossigen Eckpavillons                                                                             | 34318212 | BW             |

### Gruppe „Sommerhausanlage Fischerhude“
Die Gruppe „Sommerhausanlage Fischerhude“ hat die ID 52289218. 1927 durch Heinrich Rohmeyer für Maria Golz und Christian Noltenius
errichtete Anlage.

| Lage                                         | Bezeichnung  | Beschreibung | ID       | Bild |
| -------------------------------------------- | ------------ | --- | -------- | ---- |
| In der Bredenau 63 53° 6′ 55″ N, 9° 4′ 20″ O | Sommerhaus   | 1927 bis 1928, später erweiterter freistehender prostylosartiger eingeschossiger Fachwerkbau mit Backsteinausfachungen und vier Holzsäulen am Westgiebel unter einem Walmdach in Reetdeckung. | 51252295 | BW   |
| In der Bredenau 63 53° 6′ 55″ N, 9° 4′ 18″ O | Nebengebäude | 1927 errichteter eingeschossiger traufständiger Fachwerkbau unter einem Satteldach in Reetdeckung.                                                                                            | 51323887 | BW   |

### Einzeldenkmale
| Lage                                                              | Bezeichnung              | Beschreibung | ID       | Bild           |
| ----------------------------------------------------------------- | ------------------------ | --- | -------- | -------------- |
| Denkmalsplatz Landstraße/Im Krummen Ort 53° 6′ 57″ N, 9° 3′ 17″ O | Kriegerdenkmal           | Sandsteinobelisk für die Gefallenen des Ersten Weltkrieges | 34317705 | BW             |
| Im Krummen Ort 27 53° 6′ 54″ N, 9° 3′ 17″ O                       | Wohn-/Wirtschaftsgebäude | Der in der zweiten Hälfte des 19. Jahrhunderts errichtete giebelständige Fachwerkbau mit Backsteinausfachungen unter einem Satteldach wird durch einen um 1900 umgestalteten Wohnteil aus Backstein mit Drempel, Ziersetzungen und Segmentbogenfenstern unter einem Satteldach ergänzt. | 51529540 |                |
| Im Krummen Ort 27 53° 6′ 55″ N, 9° 3′ 16″ O                       | Scheune                  | In der zweiten Hälfte des 18. Jahrhunderts errichteter giebelständiger eingeschossiger Fachwerkbau mit Quereinfahrt und Backsteinausfachungen unter einem Satteldach. | 51324229 | BW             |
| In der Bredenau 95 53° 6′ 47″ N, 9° 5′ 1″ O                       | Fachwerkscheunen         | Der Hauptbau ist ein eingeschossiges Fachwerkgebäude mit geschlämmten Gefachen unter einem Satteldach, das weitere Scheunen anschließt. Die älteste Inschrift lautet auf 1769. Weitere Anbauten seit den 1980er Jahren. Heute Otto-Modersohn-Museum.                                    | 50618082 | Weitere Bilder |
| Kirchstraße 18 53° 7′ 7″ N, 9° 3′ 29″ O                           | Wohn-/Wirtschaftsgebäude | Laut Inschrift 1808 errichteter giebelständiger Zweiständerbau mit unterschiedlichen Ausfachungen unter einem Halbwalmdach. | 51323927 | BW             |
| Zum Dieker Ort 24 53° 6′ 49″ N, 9° 3′ 35″ O                       | Scheune                  | 1749 errichtete Fachwerkscheune mit Querdurchfahrt. | 34317680 | BW             |
| Zum Dieker Ort 24 53° 6′ 51″ N, 9° 3′ 35″ O                       | Scheune                  | Sog. Fachwerkscheune Blanken. | 34318539 | BW             |
| Am Mühlenberg 53° 8′ 12″ N, 9° 4′ 37″ O                           | Windmühle                | Die Windmühle Quelkhorn ist ein Erdholländer mit einer achteckigen Ausgestaltung. | 34317406 |                |
| Buchholzer Straße 12 53° 8′ 8″ N, 9° 5′ 0″ O                      | Wohn-/Wirtschaftsgebäude | Auf 1880 datierter großer Ziegelbau, der einem Hallenhaus ähnelt. |          | BW             |
| Buchholzer Straße 12 53° 8′ 8″ N, 9° 5′ 4″ O                      | Wohn-/Wirtschaftsgebäude | Auf 1880 datierter großer Ziegelbau, der einem Hallenhaus ähnelt. | 34317120 | BW             |
| Buchholzer Straße 12 53° 8′ 8″ N, 9° 5′ 0″ O                      | Wohn-/Wirtschaftsgebäude | Auf 1829 datiertes Zweiständer-Hallenhaus | 34317071 | BW             |
| Quelkhorner Landstraße 53° 7′ 58″ N, 9° 4′ 45″ O                  | Kriegerdenkmal           | Mahnmal für den Krieg 1870/1871 in Form eines Obelisken in Sandstein auf einem Sockel. | 34317145 | BW             |
| Wilhelmshauser Straße 6 53° 7′ 30″ N, 9° 3′ 43″ O                 | Wohn-/Wirtschaftsgebäude | In der ersten Hälfte des 19. Jahrhunderts errichtetes Zweiständer-Hallenhaus | 34317096 | BW             |

### Ehemalige Baudenkmale
| Lage                                        | Bezeichnung              | Beschreibung | ID       | Bild |
| ------------------------------------------- | ------------------------ | --- | -------- | ---- |
| Im Krummen Ort 2 53° 6′ 56″ N, 9° 3′ 26″ O  | Wohn-/Wirtschaftsgebäude | Das Vierständer-Hallenhaus („Buthmanns Hoff“) wurde Mitte des 19. Jahrhunderts unter einem Satteldach errichtet. wegen der Veränderungen wurde das Gebäude 1988 aus dem Denkmalverzeichnis gestrichen. Heute befindet sich dort das Kunstmuseum (Kunstverein Fischerhude in Buthmanns Hof). | 34317885 | BW   |
| Kirchstraße 8 53° 7′ 1″ N, 9° 3′ 28″ O      | Wohn-/Wirtschaftsgebäude | Das Zweiständer-Hallenhaus wurde im 18. Jahrhundert errichtet. Giebel- und Ostseite wurden massiv verändert. Wegen der Veränderungen wurde das Gebäude 2008 aus dem Denkmalverzeichnis gestrichen und mittlerweile abgebrochen.                                                             | 34318112 | BW   |
| Zum Dieker Ort 9 53° 7′ 2″ N, 9° 3′ 32″ O   | Wohn-/Wirtschaftsgebäude | 1857 wurde das Zweiständer-Hallenhaus errichtet, 2011 wurde es nach einem Brand weitgehend zerstört und aus dem Denkmalverzeichnis gestrichen. | 34318163 | BW   |
| Zum Dieker Ort 20 53° 6′ 53″ N, 9° 3′ 36″ O | Wohn-/Wirtschaftsgebäude | 1815 wurde das Vierständer-Hallenhaus errichtet, 1957 wurde es nach einem Brand neu aufgebaut. 2019 erfolgte der Abbruch und die Streichung aus dem Denkmalverzeichnis. | 34317604 | BW   |

## Narthauen

### Einzeldenkmale
| Lage                                | Bezeichnung              | Beschreibung | ID       | Bild |
| ----------------------------------- | ------------------------ | --- | -------- | ---- |
| Benkel 2 53° 10′ 2″ N, 9° 11′ 12″ O | Wohn-/Wirtschaftsgebäude | Das auf das Jahr 1647 durch dendrochronologische Analysen datierte, reetgedeckte Zweiständer-Hallenhaus wurde 1905 am Westgiebel erneuert und hierher transloziert. | 34318436 | BW   |

## Otterstedt

### Einzeldenkmale
| Lage                                      | Bezeichnung              | Beschreibung | ID       | Bild           |
| ----------------------------------------- | ------------------------ | --- | -------- | -------------- |
| Dieker Straße 34 53° 8′ 41″ N, 9° 9′ 2″ O | Wohn-/Wirtschaftsgebäude | Auf 1654 datiertes Zweiständer-Hallenhaus mit Giebelvorkragungen unter einem Reetdach. | 34316994 | BW             |
| Kirchplatz 53° 8′ 22″ N, 9° 8′ 50″ O      | Kirche                   | 1750 bis 1751 erbaute evangelische Kirche St. Martin als sechsachsig verputzter Saalkirche mit Segmentbogenfenstern unter einem Walmdach. 1862 wurde der Westturm aus Backstein mit Blendbögen und Rosettenfenstern unter einem Pyramiddach in Kupferdeckung erbaut. | 34317018 | Weitere Bilder |
| Kirchplatz 53° 8′ 21″ N, 9° 8′ 51″ O      | Kirchhof                 | Kirchhof mit Grabsteinen des 17./18. Jahrhunderts | 46544504 | BW             |
| Hauptstraße 2 53° 7′ 46″ N, 9° 8′ 56″ O   | Friedhof                 | Der jüdische Friedhof wurde um 1810 angelegt. Die 27 Grabsteine dokumentieren eine Nutzung von 1835 bis 1920. | 34318560 | Weitere Bilder |
| Loger Straße 53° 8′ 24″ N, 9° 8′ 42″ O    | Straße                   | Die gewundene Straße weist das historische Pflaster auf. | 34318609 | BW             |

## Posthausen

### Einzeldenkmale
| Lage                                                   | Bezeichnung              | Beschreibung | ID       | Bild |
| ------------------------------------------------------ | ------------------------ | --- | -------- | ---- |
| Allerdorf 21 53° 1′ 20″ N, 9° 11′ 43″ O                | Wohn-/Wirtschaftsgebäude | Auf 1870 datiertes Zweiständer-Hallenhaus. Im Denkmalverzeichnis fälschlich als Allerdorf 15 eingetragen.                                            | 34317453 | BW   |
| Grasdorfer Straße 4 53° 2′ 21″ N, 9° 9′ 53″ O          | Wohn-/Wirtschaftsgebäude | Mitte des 19. Jahrhunderts errichtetes Zweiständer-Hallenhaus.                                                                                       | 34317429 | BW   |
| Hintzendorf-Stellenfelde 14 53° 3′ 15″ N, 9° 10′ 18″ O | Wohn-/Wirtschaftsgebäude | In der ersten Hälfte des 19. Jahrhunderts errichteter giebelständiger Zweiständerbau in Fachwerk mit Backsteinausfachungen unter einem Halbwalmdach. | 34317405 | BW   |
| Hintzendorf-Stellenfelde 14 53° 3′ 15″ N, 9° 10′ 18″ O | Wohn-/Wirtschaftsgebäude | Um 1900 errichteter eingeschossiger, traufständiger Backsteinbau unter einem Satteldach. 2024 aus dem Denkmalverzeichnis gestrichen.                 | 53657940 | BW   |
| Hintzendorf-Stellenfelde 43 53° 2′ 13″ N, 9° 11′ 10″ O | Wohn-/Wirtschaftsgebäude | 1821 errichtetes Zweiständer-Hallenhaus. | 34317477 | BW   |
| Kirchweg 53° 3′ 29″ N, 9° 10′ 26″ O                    | Kirche                   | 1851 im Stil des Klassizismus errichteter Saalbau mit umlaufender Empore und mit Kanzelaltar. Die Orgel ist aus der Garnisonskirche Hameln.          | 34317353 | BW   |